# 阿卡努伊比安联邦理工学院
阿卡努伊比安联邦理工学院位于尼日利亚埃邦伊州的安瓦纳市。该学院成立于1981年，为尼日利亚联邦政府所有 。
它以尼日利亚第一共和国东部地区州长阿卡努·伊比安的名字命名。学校最初位于现奥克波西联邦政府学院所在地，并于1987年迁至安瓦纳市。阿卡努伊比安联邦理工学院有五个分学院，提供科学、工程、人文方面的尼日利亚国家文凭和高级国家文凭课程。
2003年10月，因其管理和课程质量优秀，阿卡努伊比安联邦理工学院被尼日利亚理工学院教育委员会指定为尼日利亚东南部的教育中心。因一名老年妇女在该校被谋杀而引起的暴力抗议造成了极大财产损失，在2008年9月16日，学院不得不暂时关闭。2008年10月，阿卡努伊比安理工学院被联合国教科文组织选为建立世界级信息和通信技术中心的学校。2009年，该校开始建设新的图书馆。
2018年，一份调查报告显示，阿卡努伊比安联邦理工学院有招收“幽灵工人”以掩盖该校领导层的贪污行为。亦在2018年，该理工学院的两名女学生指控该校商学院讲师对她们进行性骚扰并对她们发出死亡威胁。